# 高雄市社區大學促進會
社團法人高雄市社區大學促進會，是依人民團體法成立於台灣高雄市的非营利的社會團體。成立於民國88年（1999年）7月，是由一群關心社會改革與教育改革者所組成的非營利社團組織，成員有學者、社團負責人、教育工作者、醫師、律師與藝術工作者等。高雄市社大促進會的任務，在促進高雄市城市進步的理念，並結合各界的社會資源，打造提升市民公民素養的終身學習機構。

## 服務項目
- 高雄市第一社區大學：2000年4月8日創設高雄市新興社區大學，並於2008年改名為高雄市第一社區大學
- 高雄市社區型長青學苑：2005年起高雄市政府社會局開辦高雄市社區型長青學苑，2008年起委託社團法人高雄市社區大學促進會辦理
- 高雄市四維長青學苑：2017年高雄市政府社會局將原高雄市長青學苑與高雄市社區型長青學苑服務重新整合為高雄市四維長青學苑與高雄市鳳山長青學苑
- 高雄市南區銀髮族市民農園：2016年起由社團法人高雄市社區大學促進會承辦，為高雄市政府社會局老人福利科服務項目之一
- 鎮港園社區大學：2019年1月16日創設第六社區大學，並於同年5月改名為鎮港園社區大學

## 外部連結
- 社團法人高雄市社區大學促進會 （页面存档备份，存于）
- 社團法人高雄市社區大學促進會的Facebook專頁